# 乍得文化

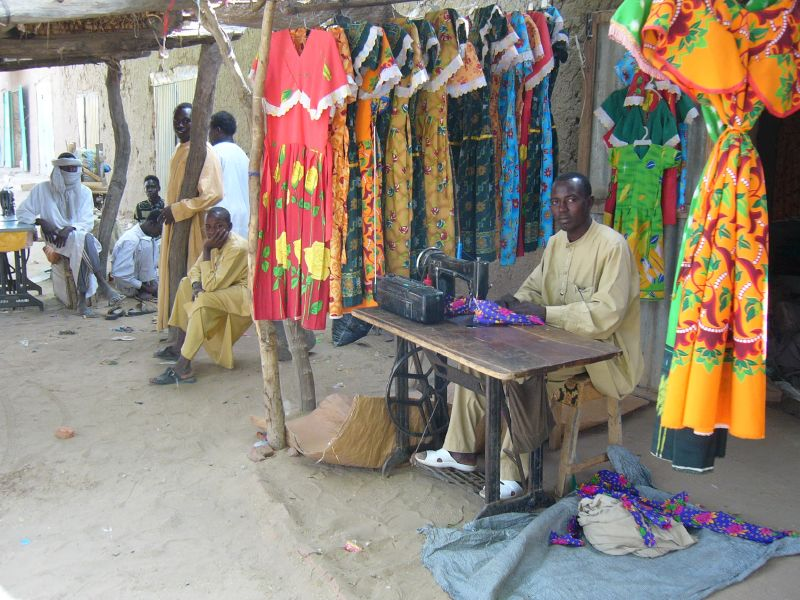
一个贩卖乍得传统服饰的裁缝师

乍得拥有多样化的种族和语言，文化遗产相当丰富。乍得政府也积极推广该国文化和传统，开放乍得国家博物馆和乍得文化中心。

## 音乐
乍得较流行的乐器有“kinde”（一种竖琴）、“kakaki”（一种长3至4米的号角）和“hu hu”（一种使用葫芦作扩音器的弦乐器）。不同种族会使用不同的乐器：萨拉人常用笛子、巴拉風（balafon，一种木琴）、竖琴和kodjo鼓等；加涅姆布人则以长笛类乐器配合敲击乐器演奏。
乐队沙里爵士乐在1964年组成，开拓了乍得的现代音乐领域。随后，其他的一些乐队试图结合现代和传统音乐。但乍得人通常都蔑视现代音乐，在1995年，他们对现代音乐开始感兴趣，这促使一些乍得歌手的唱片和录音带开始被发行。但盗版行为以及法律保障的缺乏都限制了乍得音乐工业的进一步发展。

## 饮食
小米是乍得人的主食，常被做成面团伴以酱汁食用，这种食物在北部被称为“alysh”；在南部则被称为“biya”。鱼类也是该国的一种流行食物，通常被做成“salanga”（被晒干后烟熏成的鲑脂鲤或猛鱼）或“banda”（较大型的烟熏鱼）。“Carcaje”是一种以木槿叶制成的味甜的饮品。酒精饮品在南部比较流行，人们饮用“billi-billi”（以红小米酿制）和“coshate”（以白小米酿制）小米啤酒。

## 文学
与其他非洲国家一样，乍得的文学被经济、政治等因素打击。很多乍得作家被迫在流亡国外的情况下写作，主题集中于政治压迫和历史论文。自1962年起，20位乍得作家写作了约60部小说作品。较著名的作家有约瑟夫·卜拉欣·赛义德（Joseph Brahim Seïd）、巴巴·穆斯塔法（Baba Moustapha）、安托万·班吉（Antoine Bangui）和库尔西·拉姆科（Koulsy Lamko）。2003年，乍得的唯一文学评论家艾哈迈德·塔博耶（Ahmat Taboye）出版了乍得文学选集（Anthologie de la littérature tchadienne）以在国际和青年间宣传乍得文学。

## 电影
乍得的电影工业被内战严重破坏，电影院的缺乏也是该行业面对的问题（乍得全国只有一家电影院）。乍得首部电影是1999年由穆罕默德·萨利赫·哈龙（Mahamat Saleh Haroun）制作的《Bye Bye Africa》，穆罕默德后来的电影《Daratt》获得第63届威尼斯国际电影节的评审团特别奖。伊萨·塞尔日·克洛（Issa Serge Coelo）曾执导其他两部电影《Daressalam》和《Tartina City》。

## 体育
足球是乍得最普及的运动，篮球和自由式摔跤也很流行。

## 节假日
乍得全年共有6个公众假期，不定期的假期则包括基督宗教的复活节、伊斯兰教的肉孜节、古尔邦节和圣纪节等。
| 日期     | 中文名称   |
| -------- | ---------- |
| 1月1日   | 元旦       |
| 5月1日   | 劳动节     |
| 5月25日  | 非洲解放日 |
| 8月11日  | 独立日     |
| 11月1日  | 诸圣日     |
| 11月28日 | 共和国日   |
| 12月1日  | 自由民主日 |
| 12月25日 | 圣诞节     |